# Vườn thú cũ (Poznań)
Vườn thú cũ ở Poznań (tiếng Ba Lan: Stare Zoo w Poznaniu) là một trong những vườn bách thú lâu đời nhất ở Ba Lan, nằm ở thành phố Poznań, Voivodeship Greater Ba Lan. Nó được thành lập vào năm 1874 và được đưa vào sổ đăng ký các đối tượng của di sản văn hóa vào năm 1978 như một ví dụ độc đáo của vivarium. Vườn thú bắt đầu như một vài con vật được nuôi bởi một chủ nhà hàng vào đầu những năm 1870. Do đó, nó có thể được coi là khu vườn động vật Ba Lan hoạt động lâu đời nhất. Cùng với Sở thú mới ở Poznań, được khai trương vào năm 1974, nó tạo thành một phần không thể thiếu của toàn bộ khu phức hợp được gọi là Vườn bách thú ở Poznań (Ogród Zoologiczny w Poznaniu).
Vườn thú là thành viên được chứng nhận của cả Hiệp hội Sở thú và Aquaria Châu Âu và Hiệp hội Sở thú và Thủy cung Thế giới.

## Lịch sử
Sở thú có nguồn gốc của nó từ năm 1871, khi một nhóm các bowlers địa phương và chính quy của một nhà hàng tại Starogard - Poznań nhà ga ở Jeżyce quyết định tặng cho Chủ tịch Hiệp hội Bowling như một món quà sinh nhật bất thường. Mỗi người chơi bowling mang đến một con vật khác nhau bao gồm lợn, dê, cừu, mèo, thỏ, sóc, ngỗng, vịt, gà, chim công cũng như gấu đã được huấn luyện và khỉ. Bầy thú nhỏ này đã dần được mở rộng nhờ những con vật được đưa ra bởi người dân địa phương Poznań và cuối cùng trở thành nền tảng cho vườn thú tương lai. Năm 1874, công ty cổ phần có tên "Vườn bách thú" chính thức được thành lập. Năm 1875, Hiệp hội vườn bách thú được thành lập và bao gồm 15 thành viên giữ vị trí của họ cho đến khi Thế chiến thứ nhất bùng nổ.
Hội đồng quản lý của công ty bao gồm các nhân vật như Franciszek Chłapowski, Ludwik Frankiewicz và Bá tước Wawrzyniec Benzelstjerna Engeström. Năm 1877, khu phức hợp chính thức đặt tên của Vườn bách thú, dòng chữ được viết trên bảng song ngữ Ba Lan-Đức ở lối vào chính của sở thú. Năm 1880, bộ sưu tập gồm 250 cá thể động vật đại diện cho 59 loài. Khu vườn phát triển nhanh chóng và thường xuyên tổ chức các buổi hòa nhạc, chương trình và các sự kiện văn hóa khác được tổ chức tại sở thú. Vườn thú đã trải qua những cải tạo và mở rộng lớn trong nhiệm kỳ của Robert Jaeckel (1851-1907) và người trợ lý thân cận Stanisław Zieliński (1844-1928). Chúng bao gồm việc xây dựng vườn cây Alpen, chuồng voi, chuồng hươu và đà điểu, cũng như một chuồng chim. Năm 1886, ban quản lý vườn thú đã thương lượng mua đất từ Đường sắt Đông Phổ và sau năm năm, diện tích của sở thú đã tăng lên 5,24 ha. Vào năm 1909, khu vườn động vật chứa một bộ sưu tập 900 cá thể động vật của hơn 400 loài và số lượng du khách hàng năm lên tới 250.000. Vào năm 1913 và 1914, Johann Strauss III đã tổ chức các buổi hòa nhạc tại sở thú ở Poznań. Vào tháng 7 năm 1914, một cuộc triển lãm dân tộc học lớn giới thiệu các bộ lạc của thung lũng sông Nile đã được tổ chức.

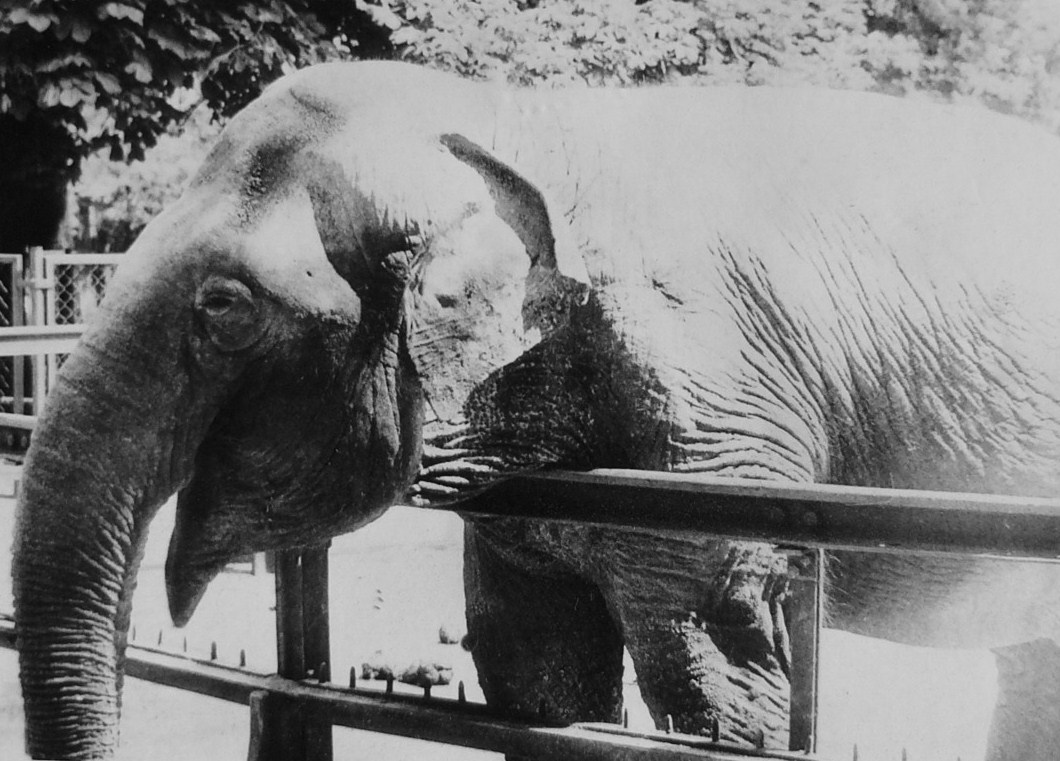
Voi Kinga tại Sở thú Poznań

Sau khi Thế chiến thứ nhất kết thúc, vườn thú đã trải qua thời kỳ suy giảm và số lượng du khách từ đó cũng giảm theo. Năm 1919, khi chính quyền Ba Lan nắm quyền kiểm soát vườn thú, nó đã sở hữu chỉ có 243 cá thể động vật thuộc 74 loài sống sót sau chiến tranh bao gồm voi Ấn Độ, đà điểu Emu, chim điêu và lừa hoang châu Phi. Bolesław xikowski được bổ nhiệm làm giám đốc mới của Sở thú Poznań và được giao nhiệm vụ khó khăn là xây dựng lại và hiện đại hóa sở thú. Năm 1922, người kế nhiệm Kazimierz Szczerkowski đã tìm cách khôi phục khu vườn trở lại thời kỳ huy hoàng trước đây. Trong thời kỳ Interwar, vườn thú bắt đầu phát triển mạnh và ngày càng thu hút ngày càng nhiều du khách. Nhờ những nỗ lực của Szczerkowski, vườn thú đã gia nhập Hiệp hội bảo vệ bò rừng châu Âu, góp phần rất lớn trong việc cứu loài này khỏi bờ vực tuyệt chủng. Ông cũng bắt đầu hợp tác với các vườn động vật khác từ Ba Lan và nước ngoài. Vườn thú đã mua lại những động vật mới vào năm 1923 như sư tử, hổ Bengal, báo đốm và heo vòi Malaysia, năm 1924 gấu bắc cực, sư tử biển California, bò bison châu Âu và năm 1927 làkoniks. Khi khai mạc Triển lãm Quốc gia Nhà nước đầu tiên vào năm 1929 (nay là Hội chợ Quốc tế Poznań), một gian hàng và cơ sở mới đã được xây dựng, trong khi các nhà khác được điều chỉnh theo mục đích mới. Vườn thú đã được khoảng 700.000 người ghé thăm trong suốt quá trình tổ chức Triển lãm.

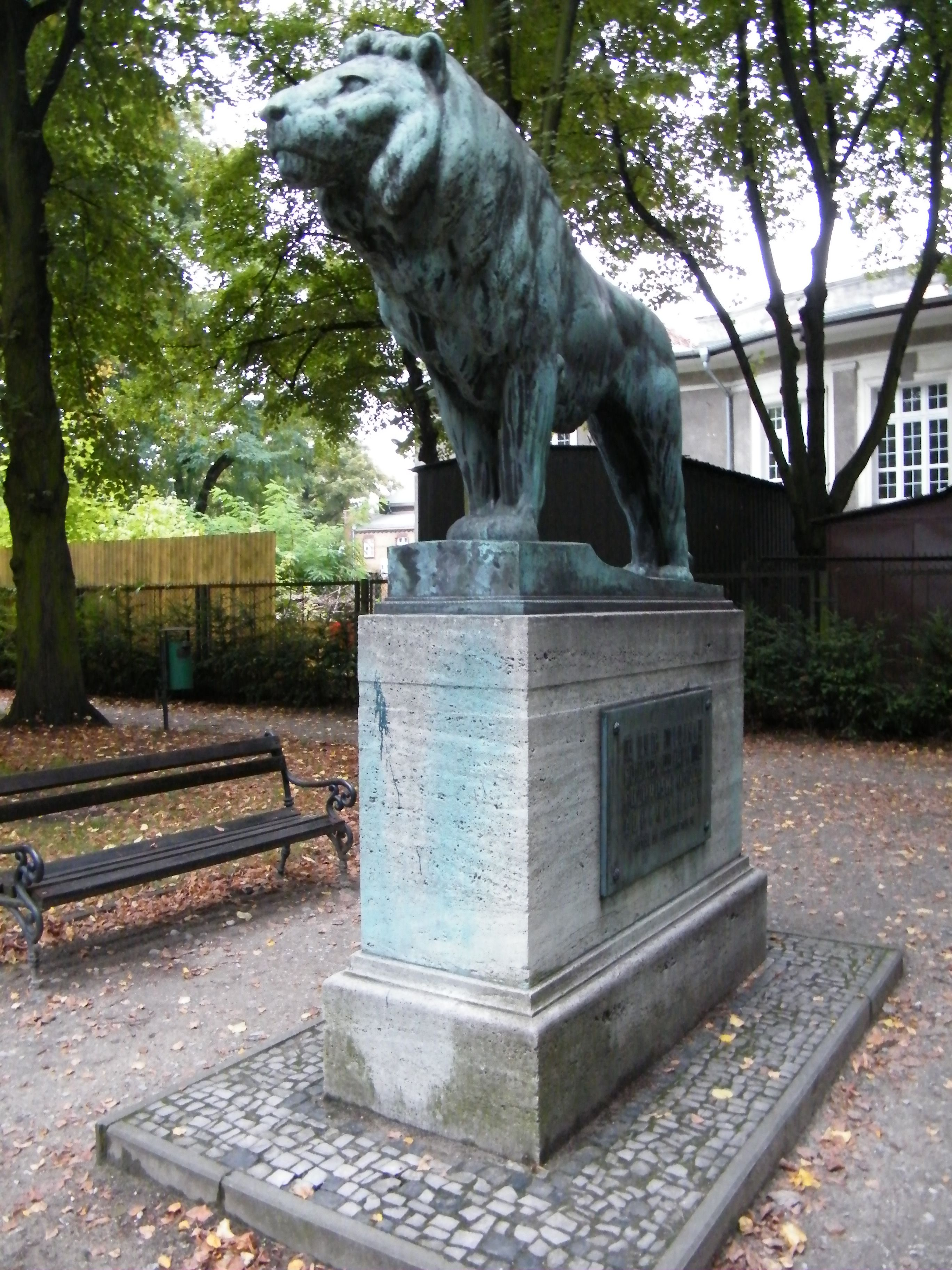
Tượng đài sư tử

Trước khi bắt đầu Thế chiến II, Sở thú Poznań là nhà của 1184 cá thể động vật đại diện cho 300 loài. Chỉ có 175 động vật sống sót sau chiến tranh (ví dụ sói, hươu và hà mã) và nhiều tòa nhà trong vườn thú đã bị phá hủy. Vào ngày 20 tháng 1 năm 1945, Wiesław Rakowski được chọn làm giám đốc của sở thú. Ông cũng là giám đốc của Bảo tàng Tự nhiên hoạt động trong khuôn viên của sở thú. Nhiều động vật đã được chuyển từ nơi khác đến Poznań, bao gồm Łódź, Leszno và Sở thú Wrocław bị hủy hoại. Năm 1949, Rakowski được kế nhiệm bởi Bolesław Witkowski, người tiếp tục cải tạo khu vườn sau chiến tranh. Năm 1955, một con voi Ấn Độ tên là Kinga, một trong những động vật phổ biến và được yêu thích nhất trong lịch sử Sở thú Poznań, đã được vận chuyển từ khu vực Đông Dương. Nó đã mất năm 2003 sau ngày kỷ niệm sinh nhật thứ 50 của mình. Trong những năm 1960, khu phức hợp đã trải qua sự phát triển hơn nữa và nhiều triển lãm và hoạt động giáo dục đã được đưa ra. Năm 1974, Sở thú mới ở Poznań, nằm gần hồ Malta và có diện tích 120,6 ha, được khai trương và năm 1978 Sở thú cũ được đưa vào sổ đăng ký các đối tượng của di sản văn hóa. Năm 1985, chương trình nhân giống của sở thú đã có thành công lớn đầu tiên khi con vượn đầu tiên có tên Jurand được sinh ra trong một vườn thú ở Ba Lan.
Năm 2008, nhà Voi đã được xây dựng. Đây là khu vực nhà voi lớn nhất ở Ba Lan và là một trong những tòa nhà hiện đại nhất của loại hình này ở châu Âu. Kể từ ngày 10 tháng 1 năm 2016, Elżbieta Zgrabczyńska đã giữ chức vụ giám đốc Vườn bách thú Poznań. Cùng năm đó, một khu bảo tồn cáo đã được mở trong khu vực của sở thú. Nó trú ẩn và bảo vệ những con cáo đã được giải cứu khỏi các trang trại động vật. Trong những năm 2015-2016, nhà của chuồng ngựa đã được cải tạo và kể từ năm 2017, du khách có thể thấy các triển lãm mới về khỉ sóc tay đỏ và khỉ sóc đầu trắng.

## Giám đốc
- Robert Jaeckel (1883-1907)
- Maksymilian Meissner (1907-1913)
- Hans Laackmann (1913-1918)
- Bolesław Cylkowski (1919-1922)
- Kazimierz Szczerkowski (1922-1940)
- R. Müller (1940-1945)
- Wiesław Rakowski (1945-1948)
- Bolesław Witkowski (1949-1968)
- Adam Taborski (1968-1982)
- Wincenty Falkowski (1982-1990)
- Jan Śmiełowski (1990-1994)
- Lech Banach (1994-2014)
- Aleksander Niweliński (2014-2015)
- Ewa Zgrabczyńska (2016–nay)

## Hình ảnh
Phòng trưng bày có các động vật cư ngụ trong khu vực Sở thú cũ và Sở thú mới của Vườn bách thú Poznań.

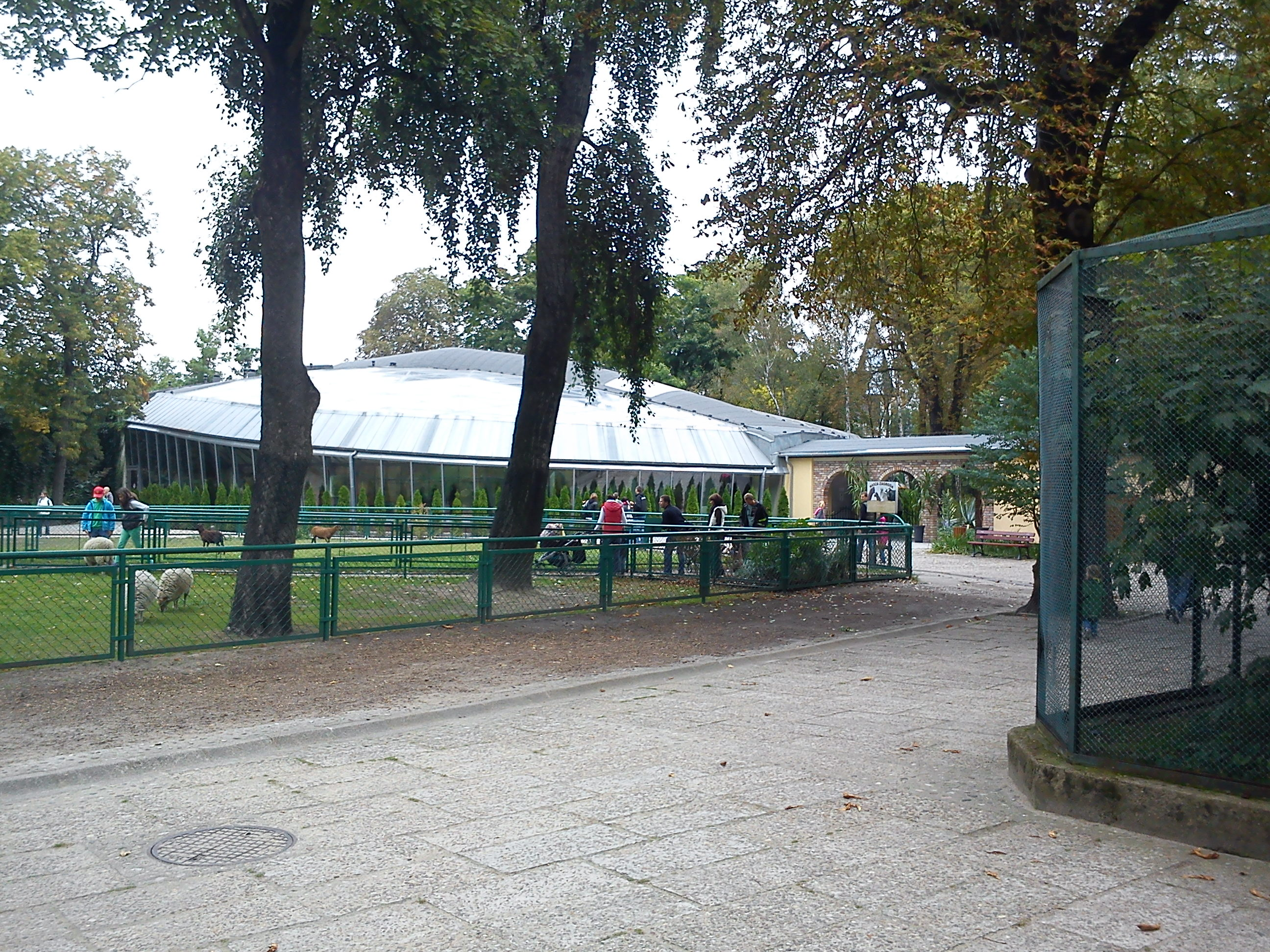
Khu vực của động vật máu nóng
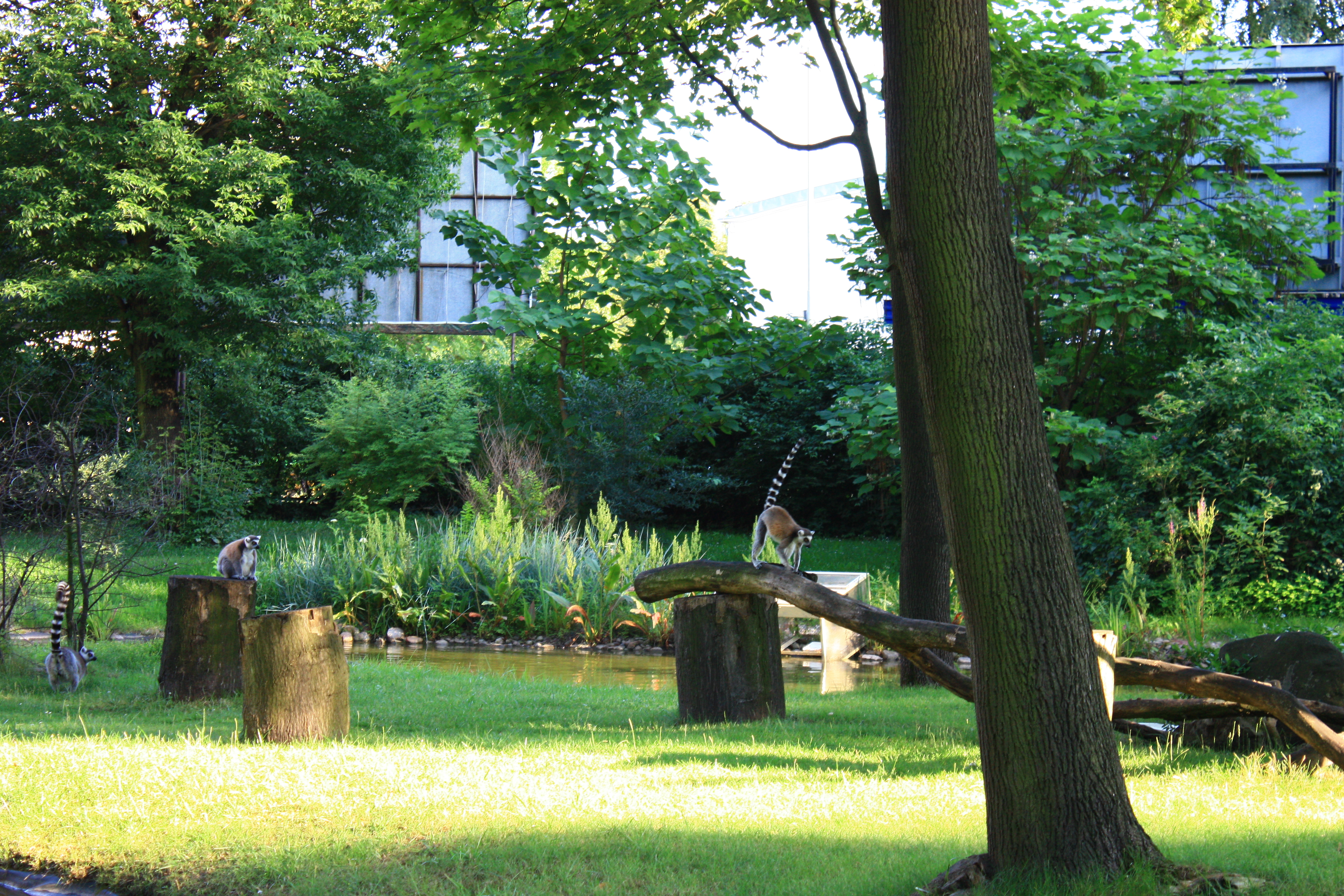
Đảo Lemurs
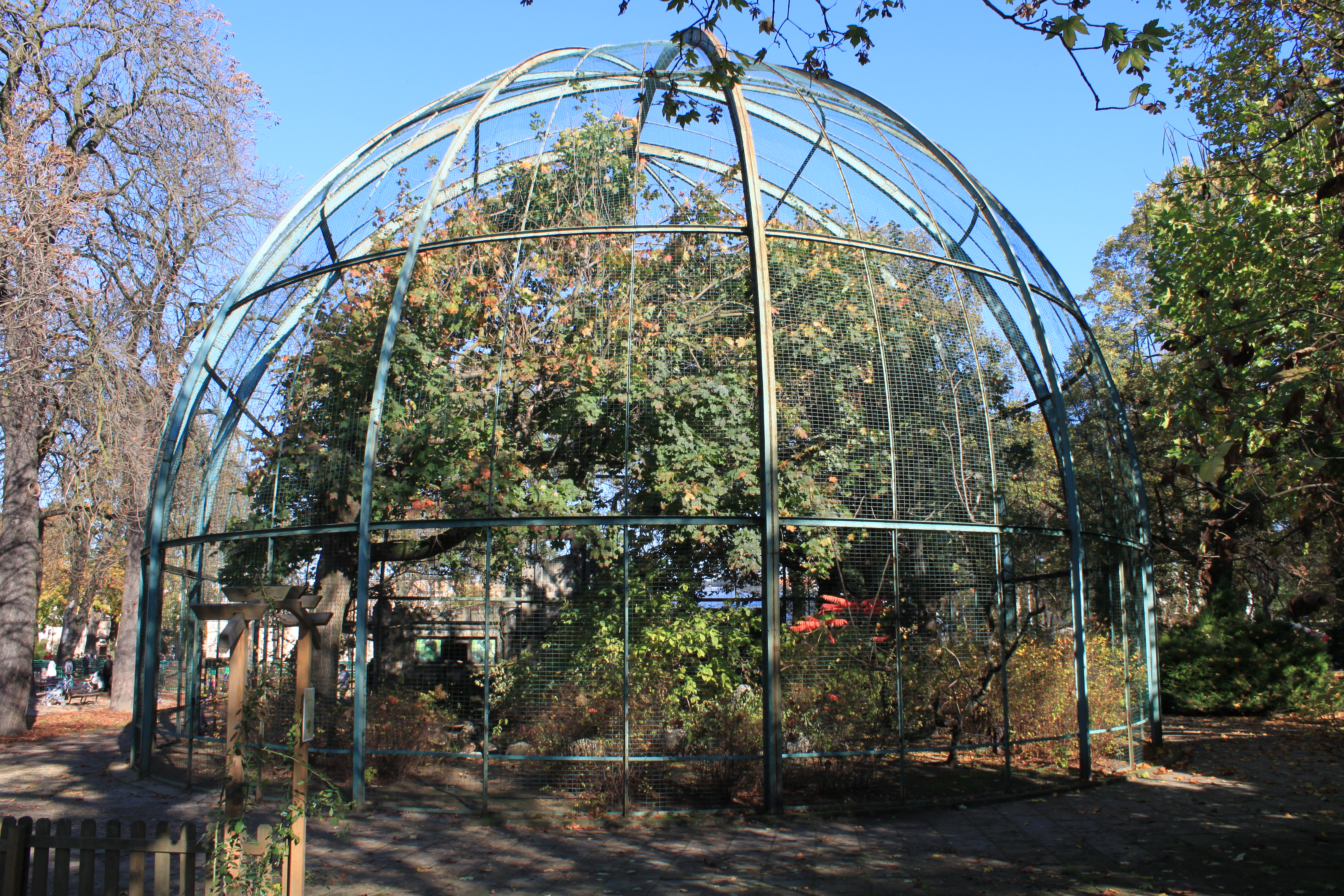
Một chuồng chim lịch sử được xây dựng vào năm 1924
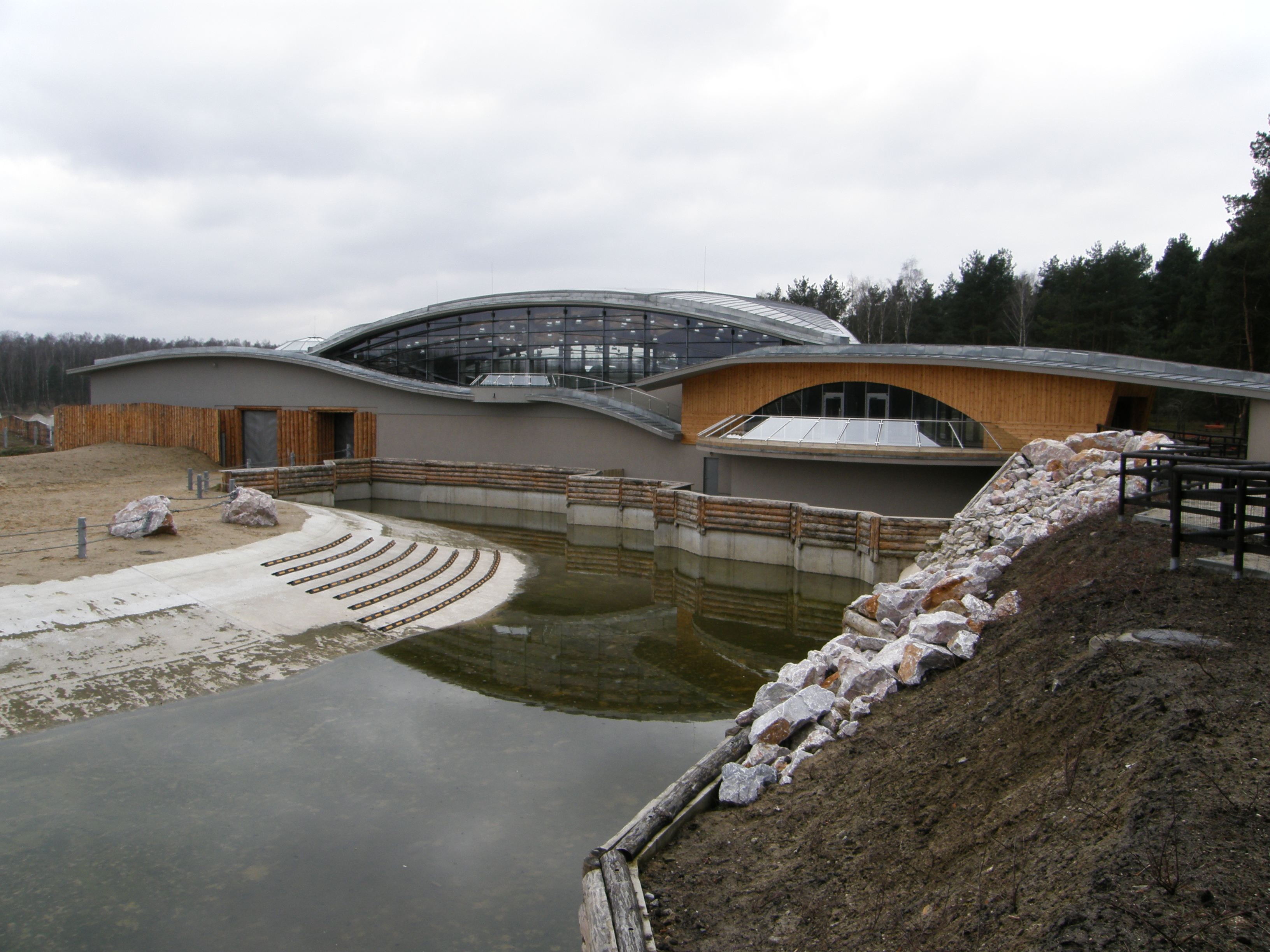
Khu vực voi tại Sở thú mới
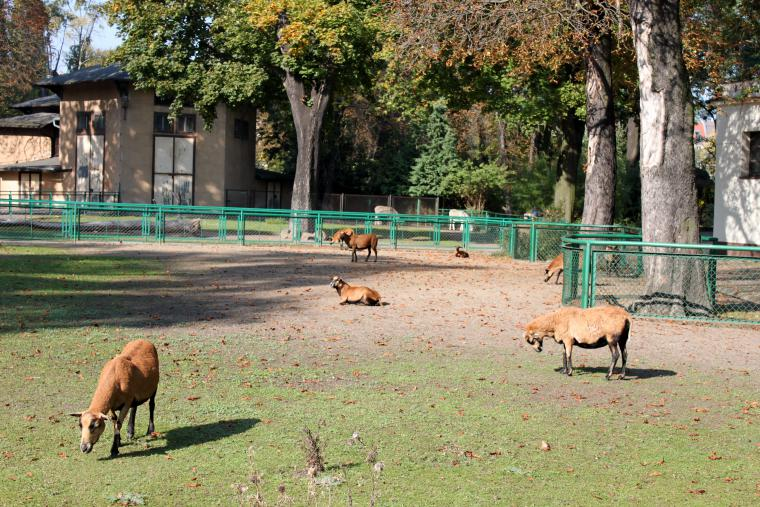
Bao vây cừu
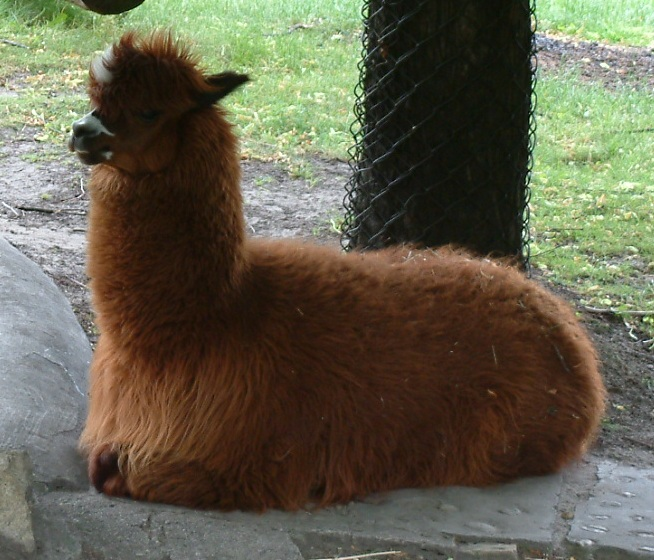
Alpica
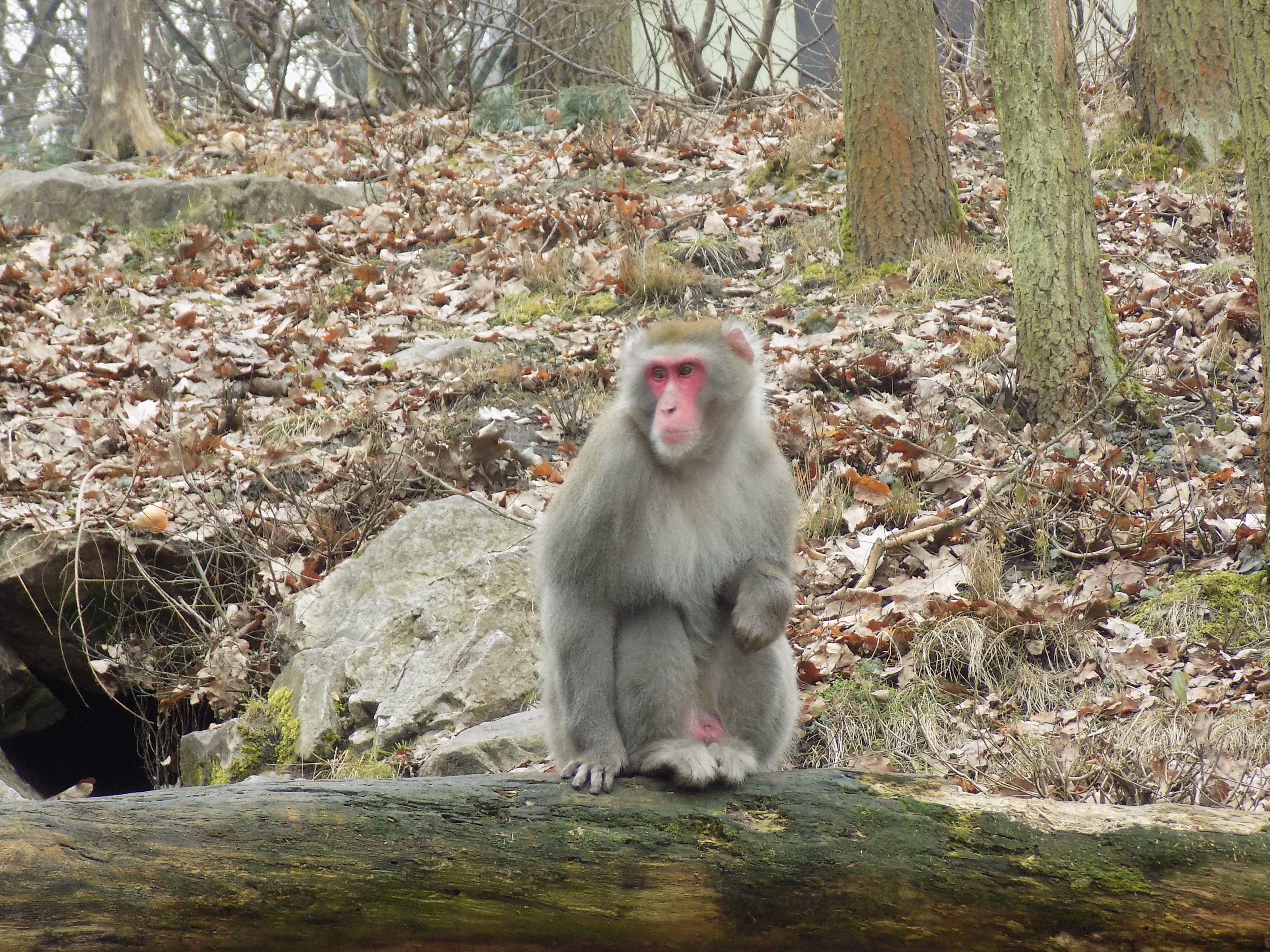
Khỉ Nhật
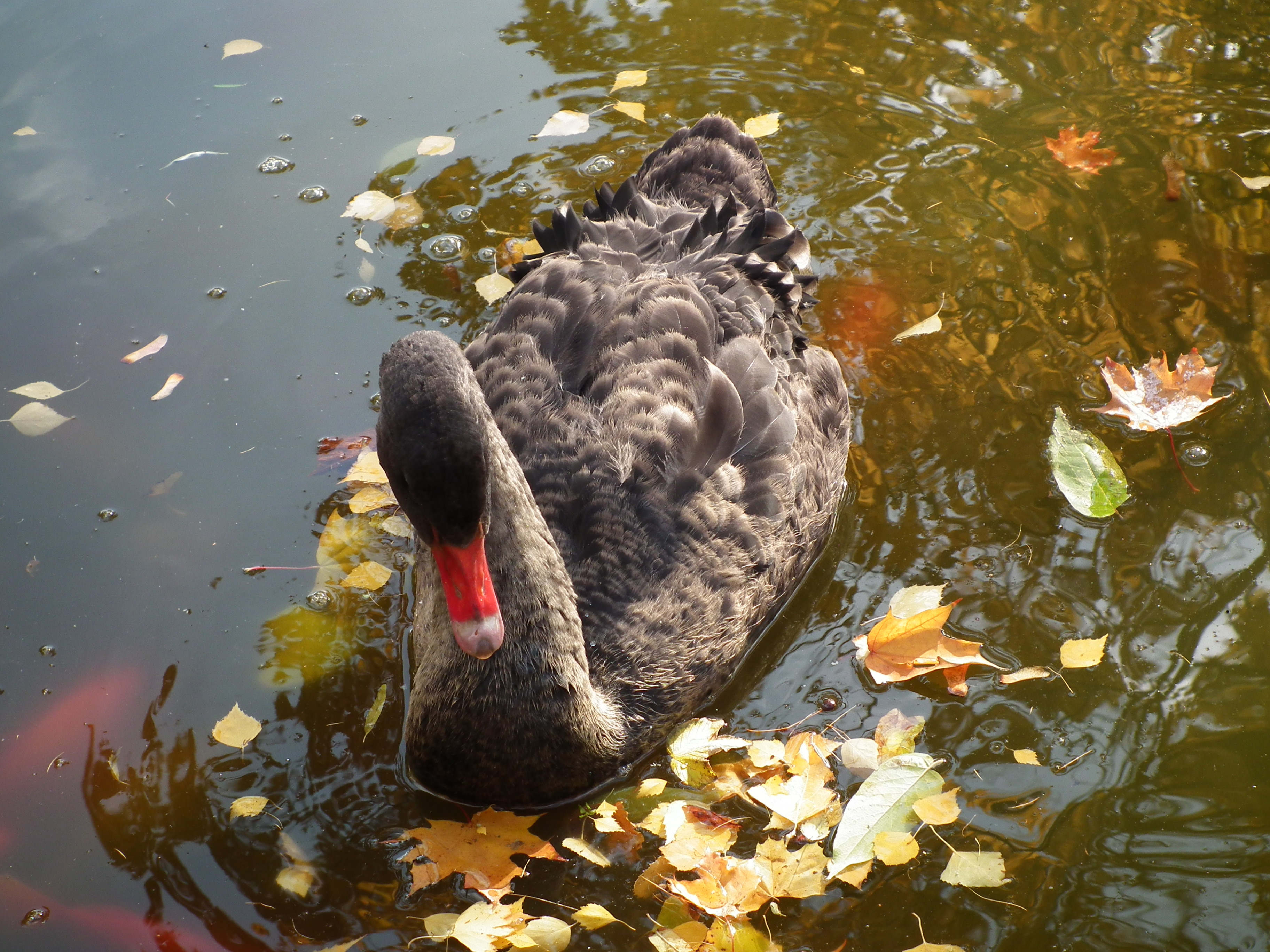
Thiên nga đen
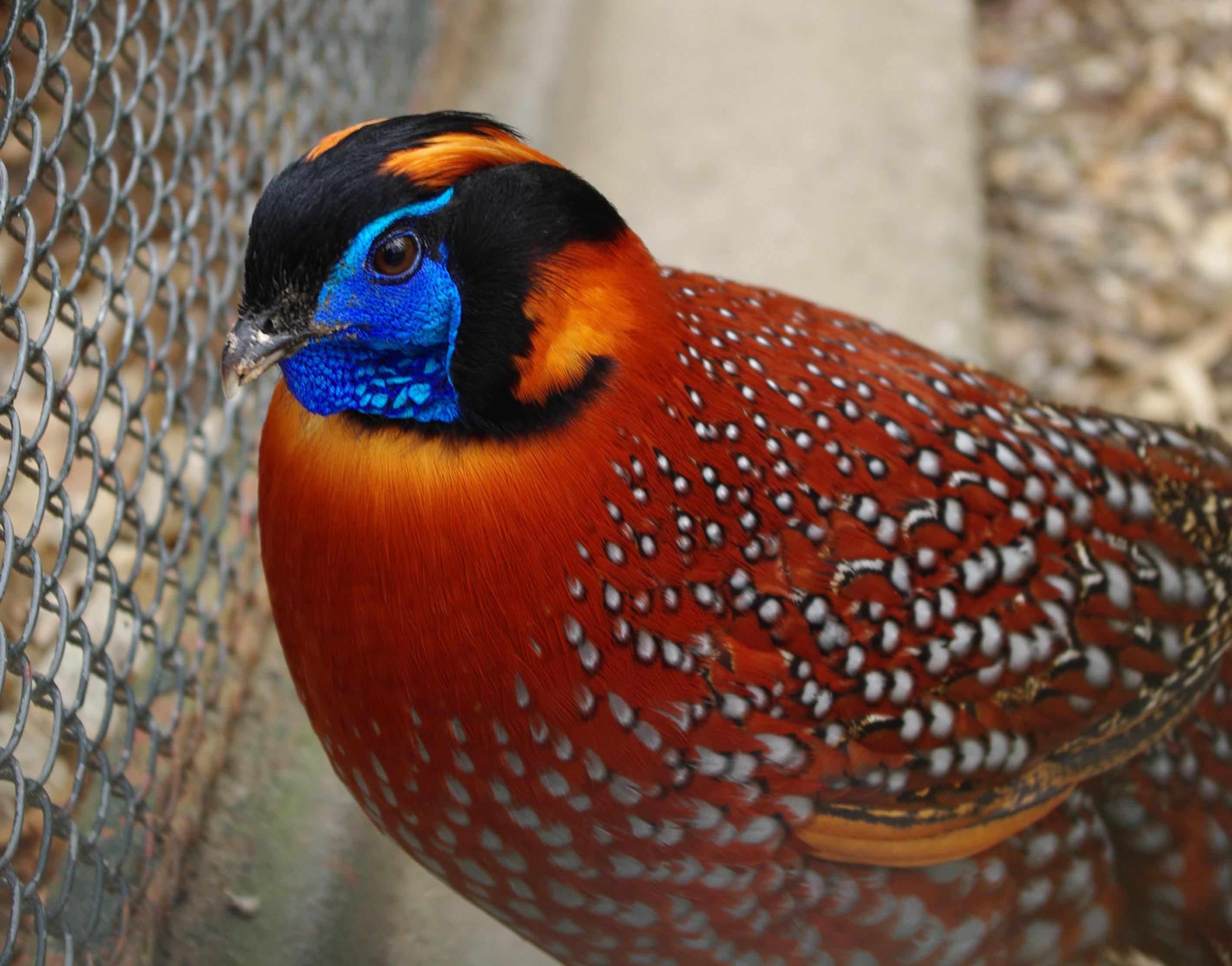
Tragopan của Temminck
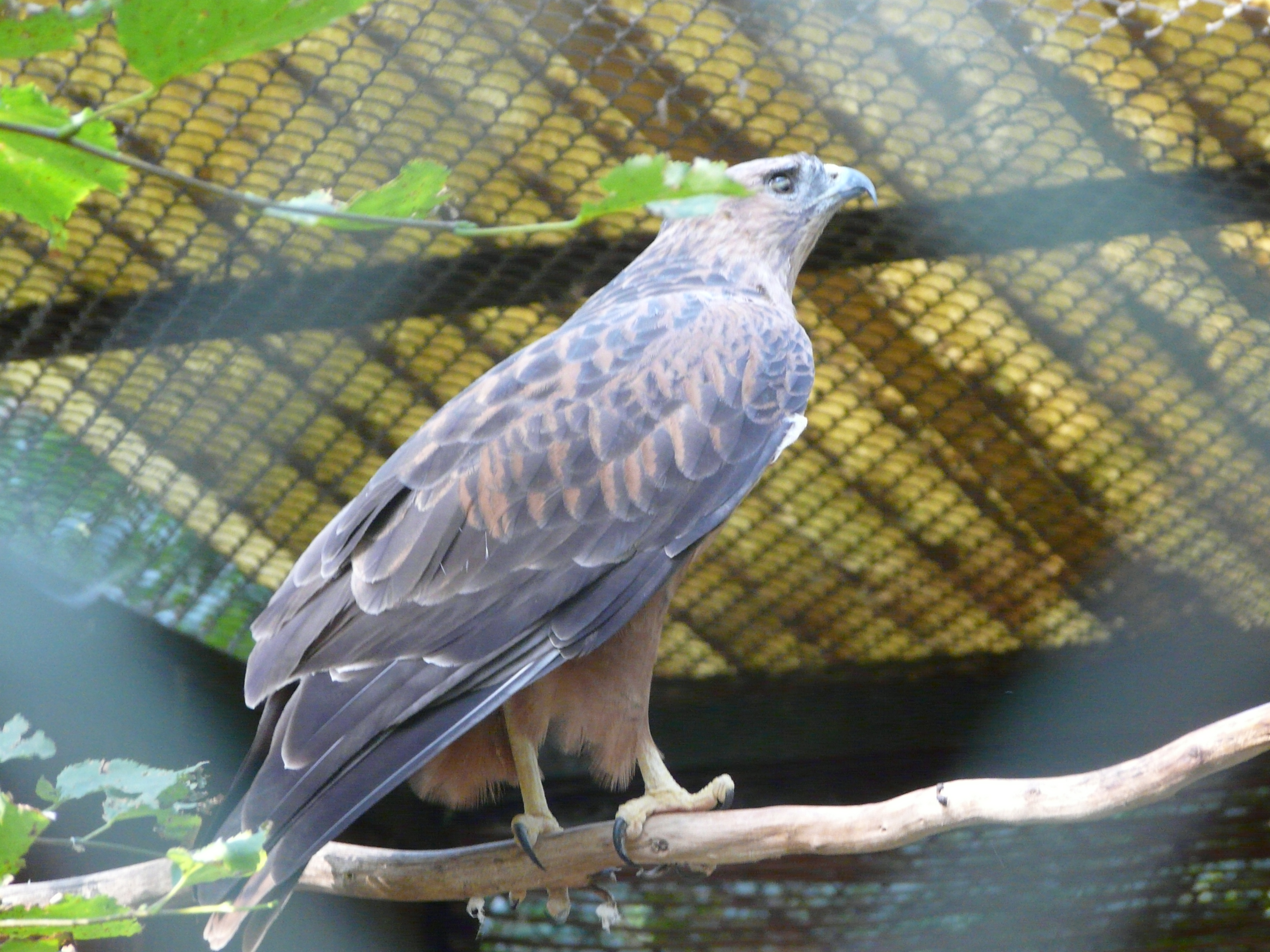
Diều thường
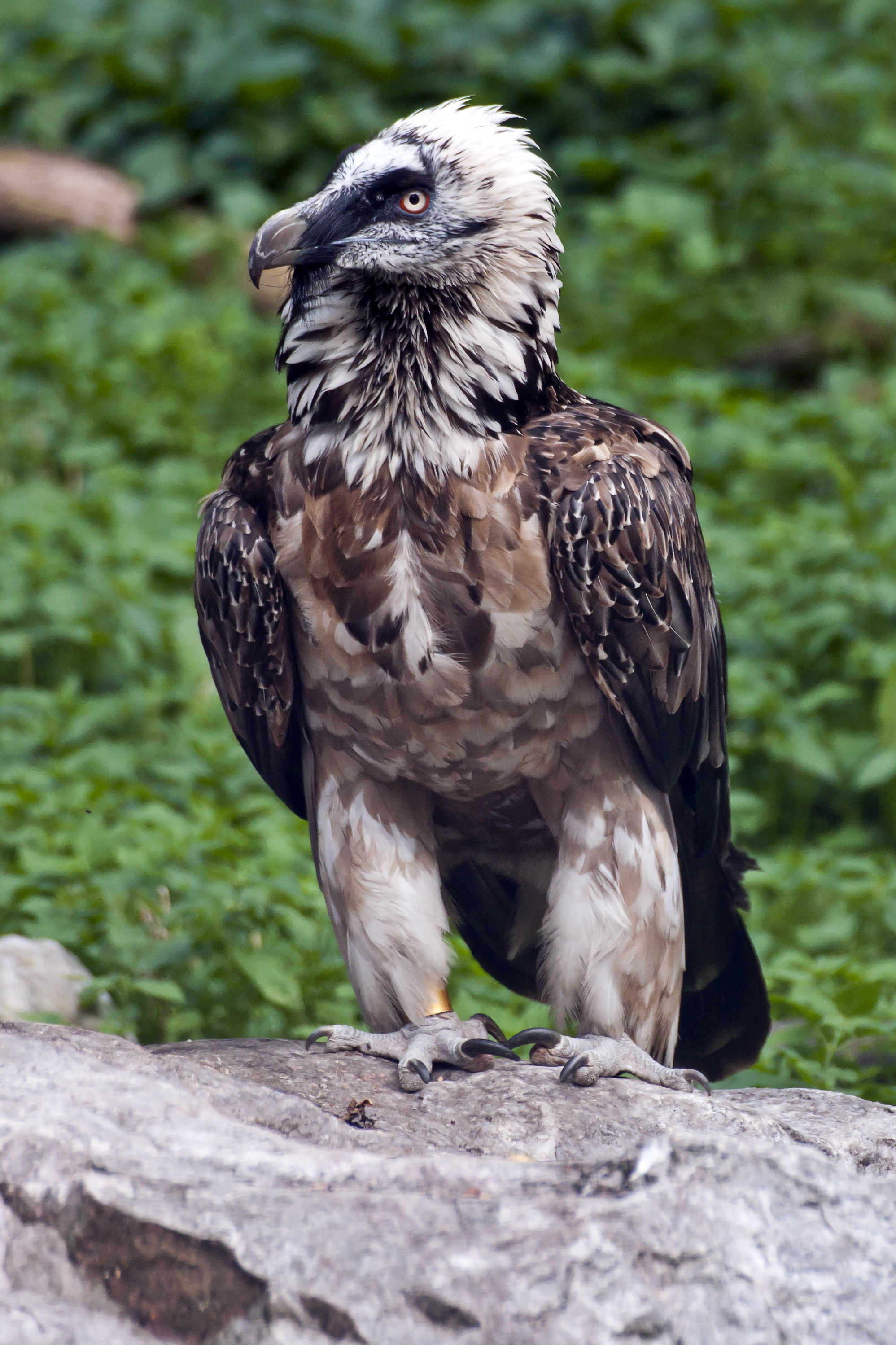
Kền kền râu
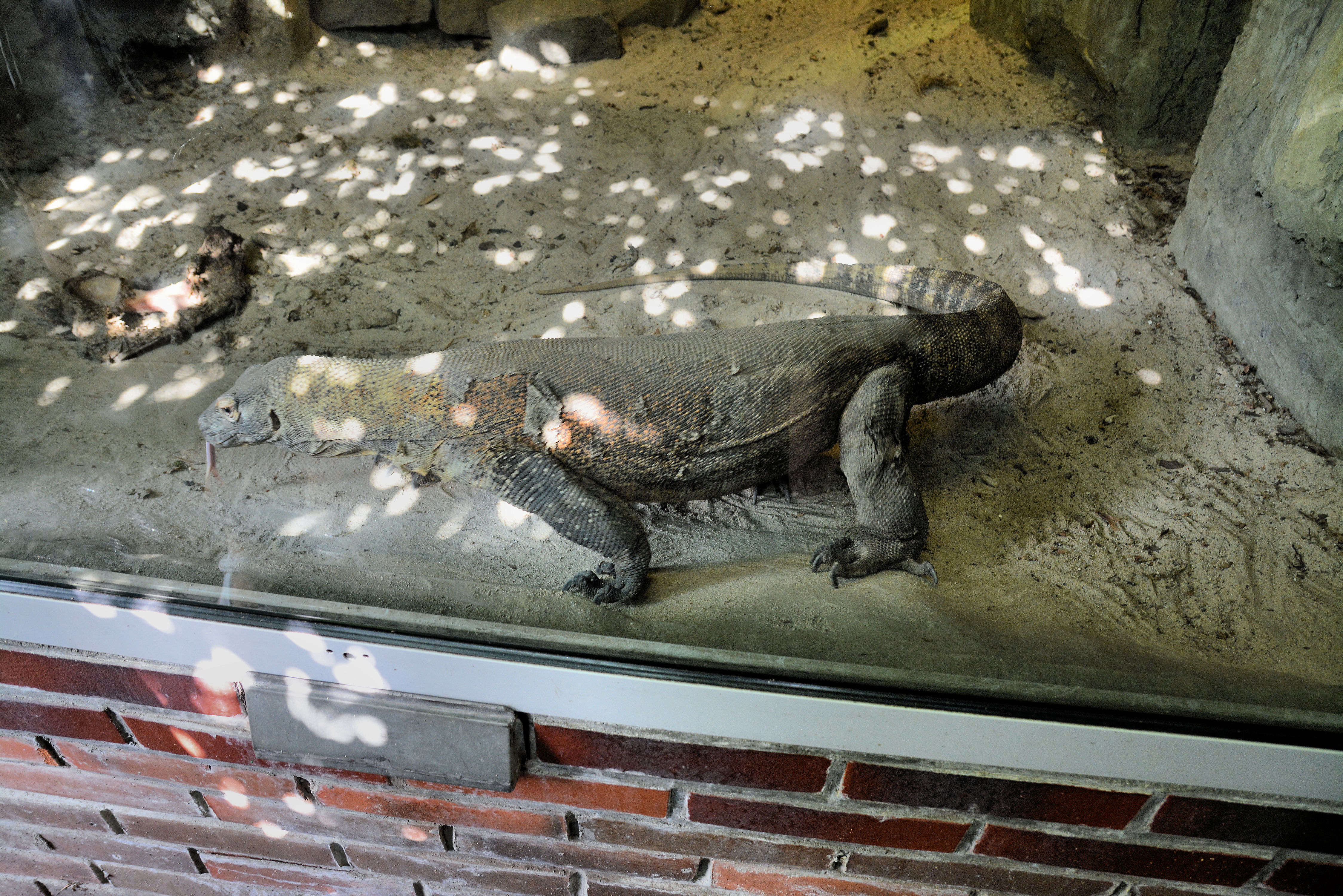
rồng Komodo
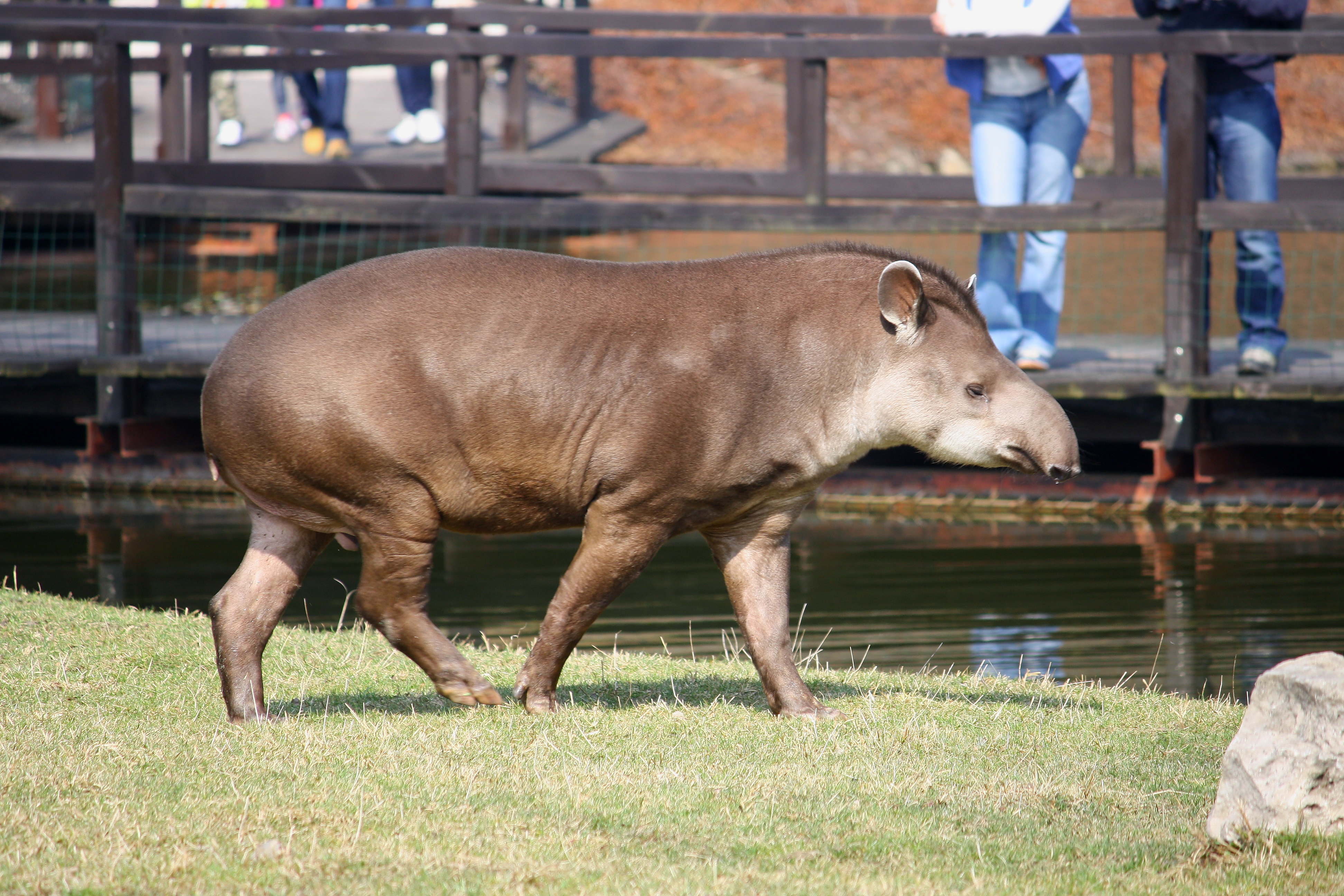
Tapir Nam Mỹ
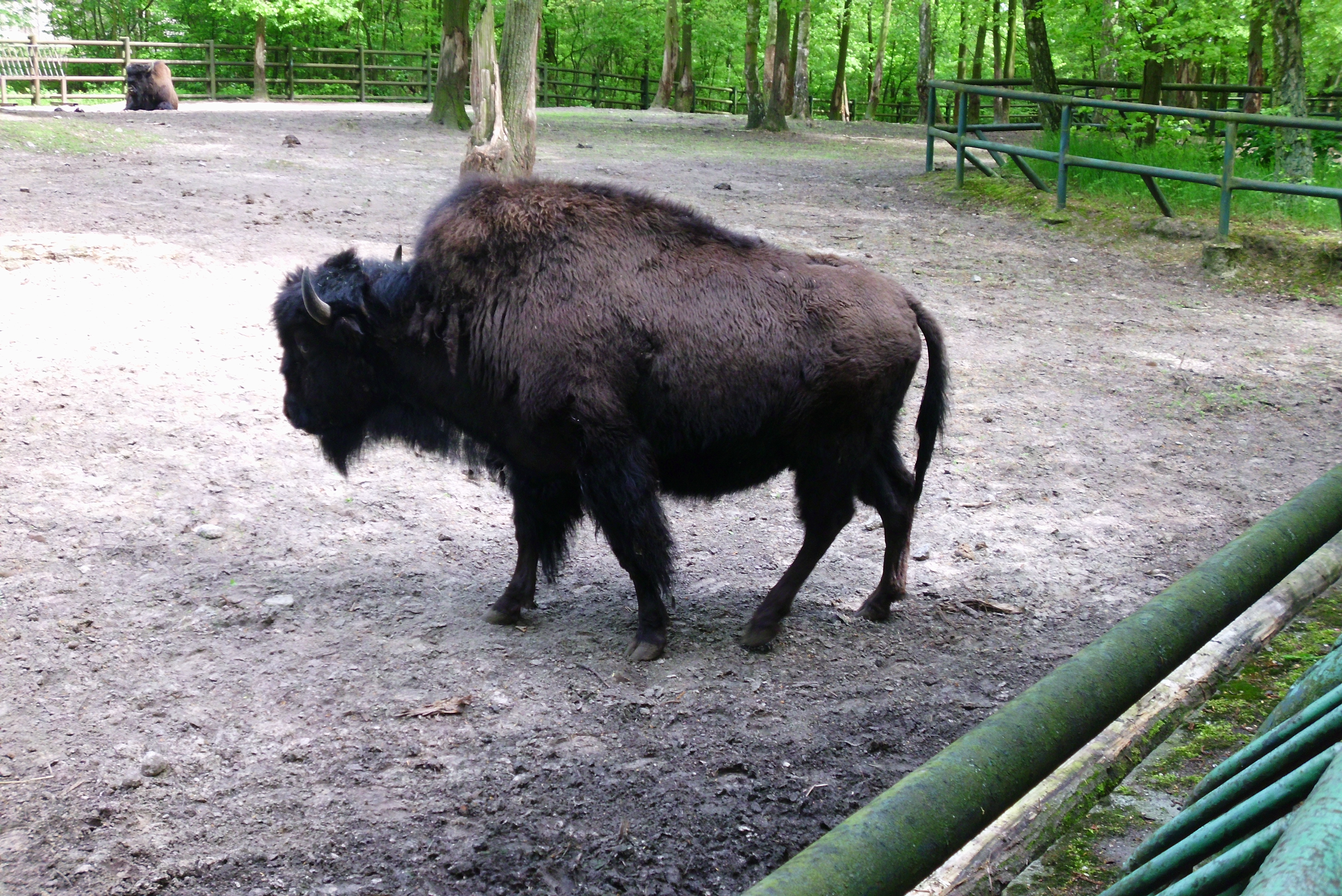
Bò rừng châu Âu
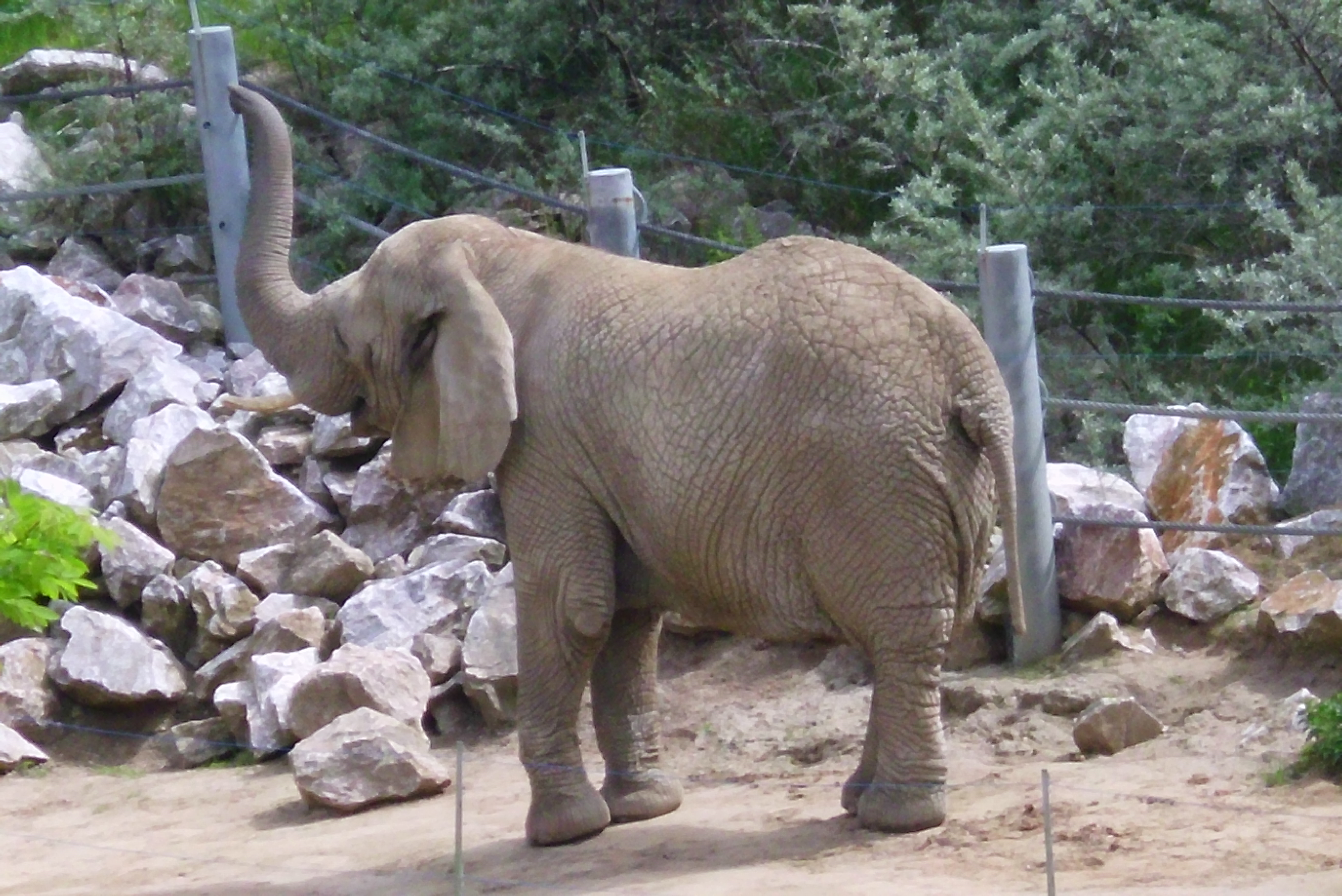
Con voi
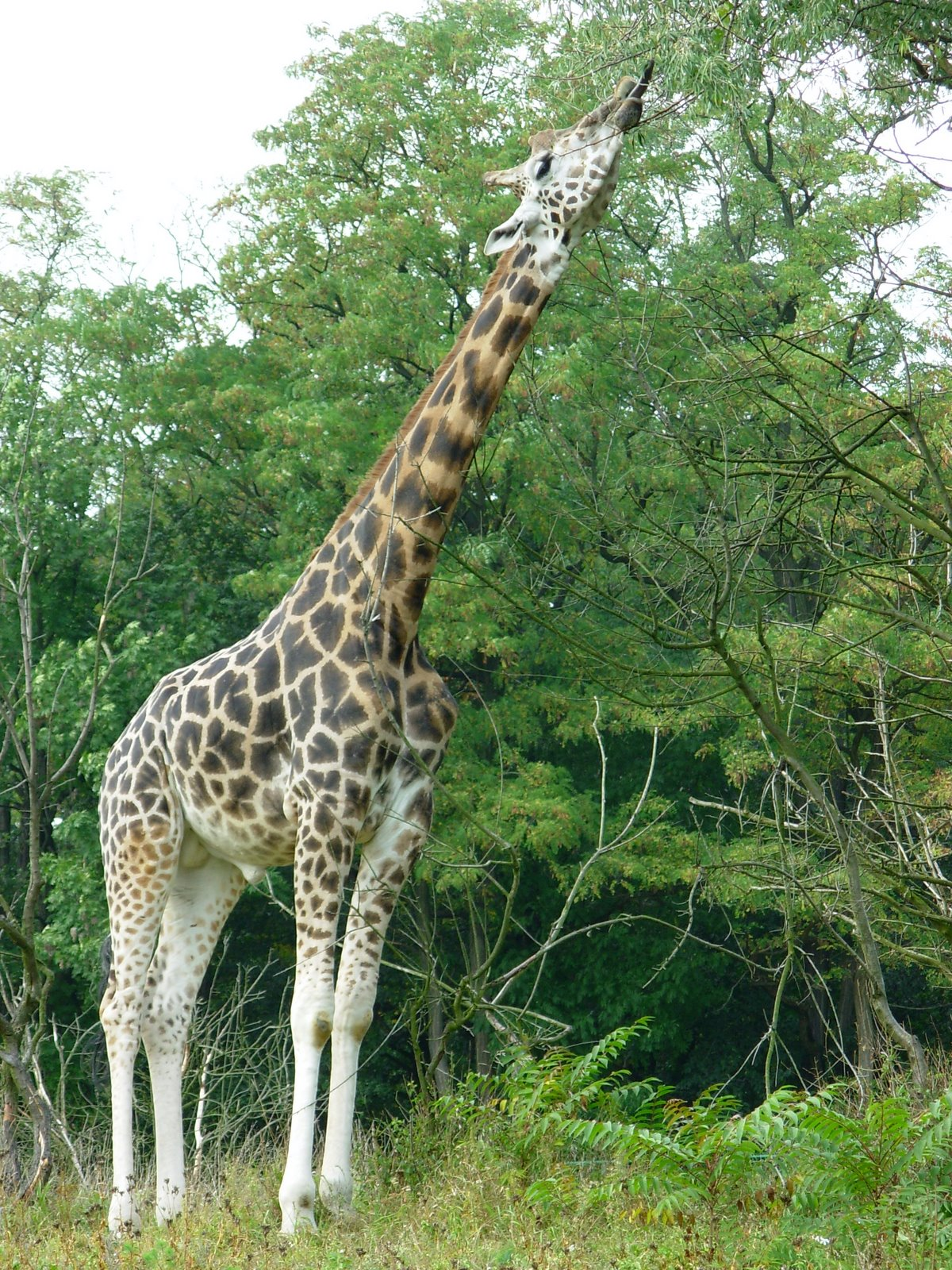
Hươu cao cổ phương bắc
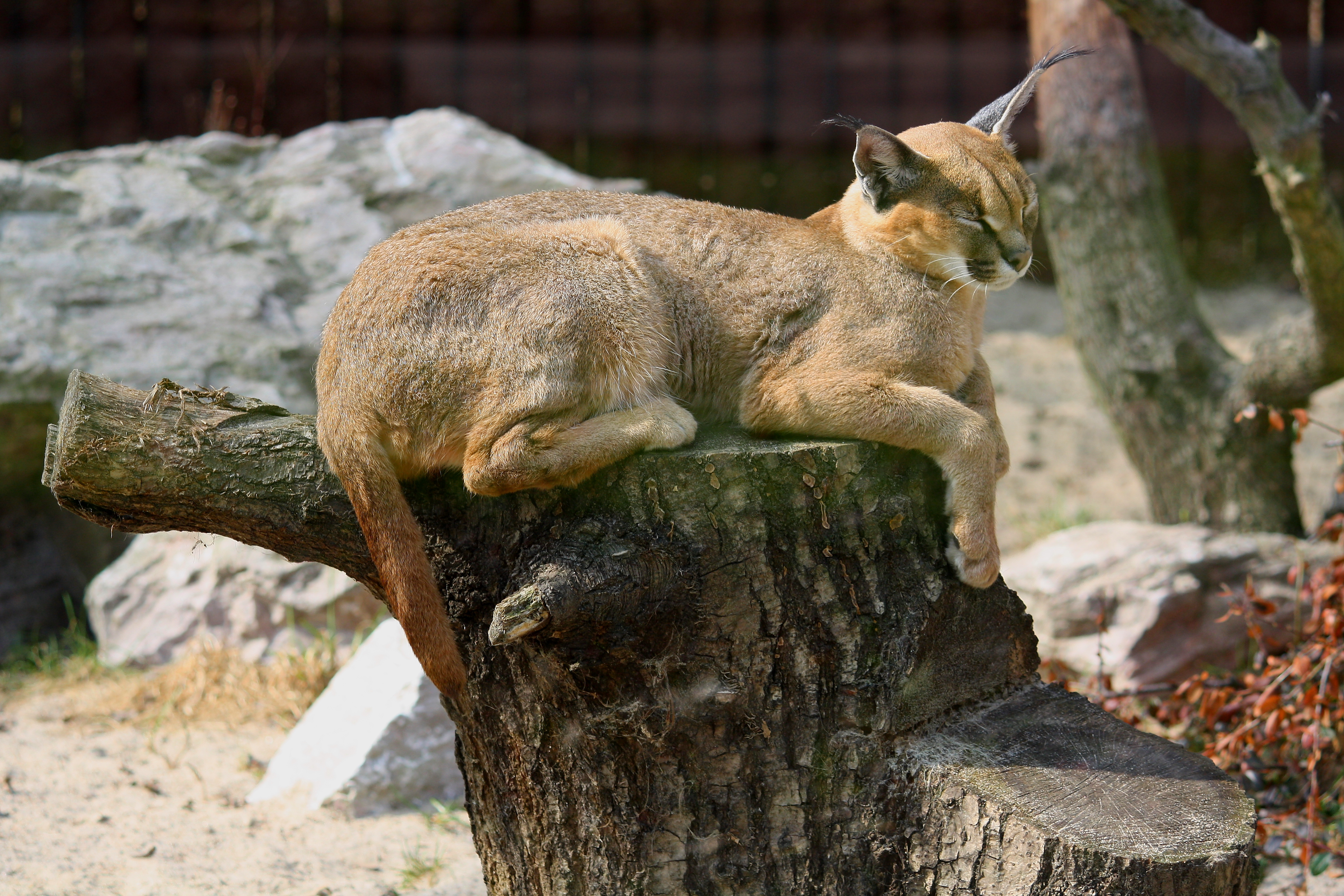
Caracal
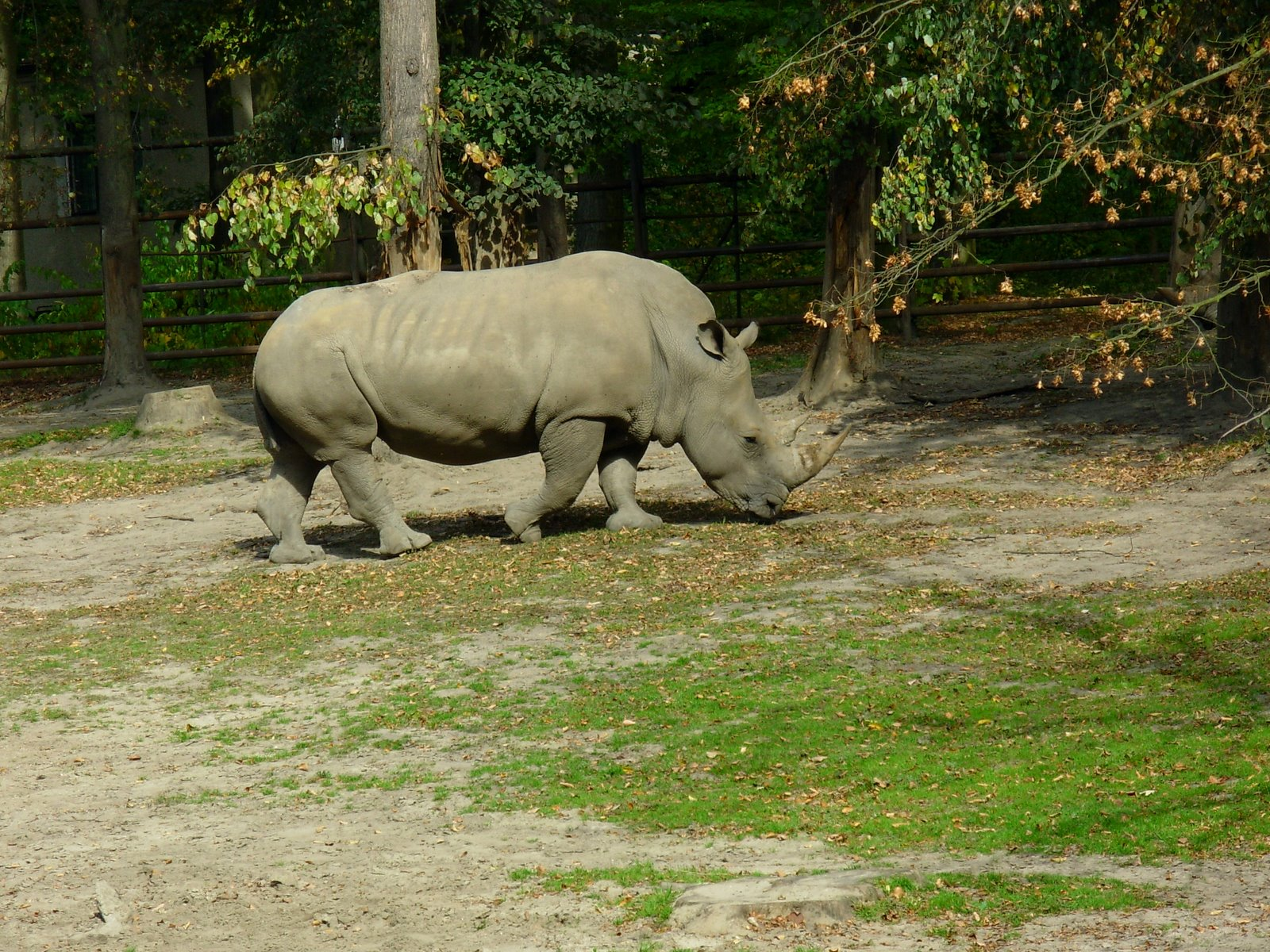
Tê giác trắng
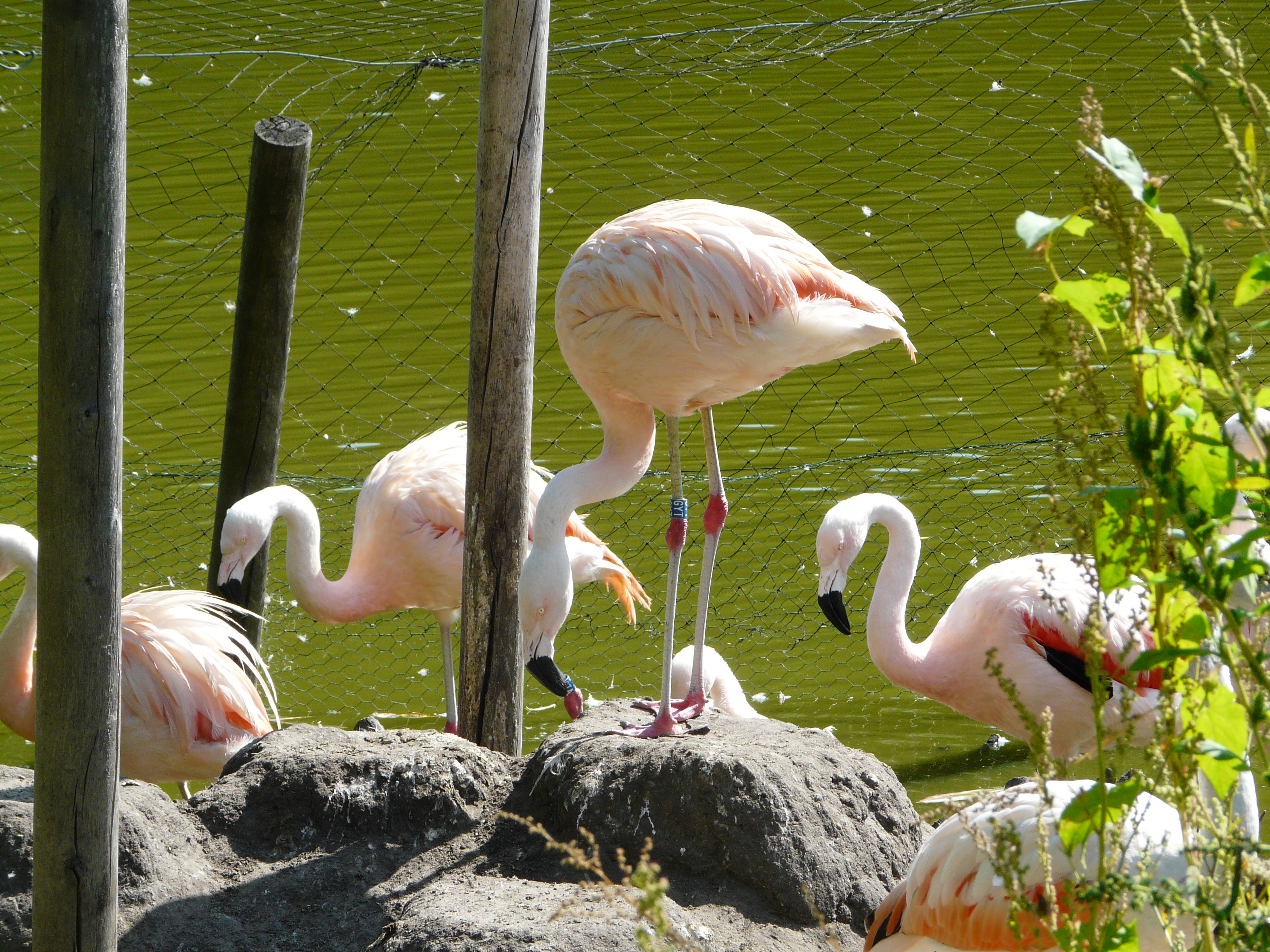
Chim hồng hạc Chile
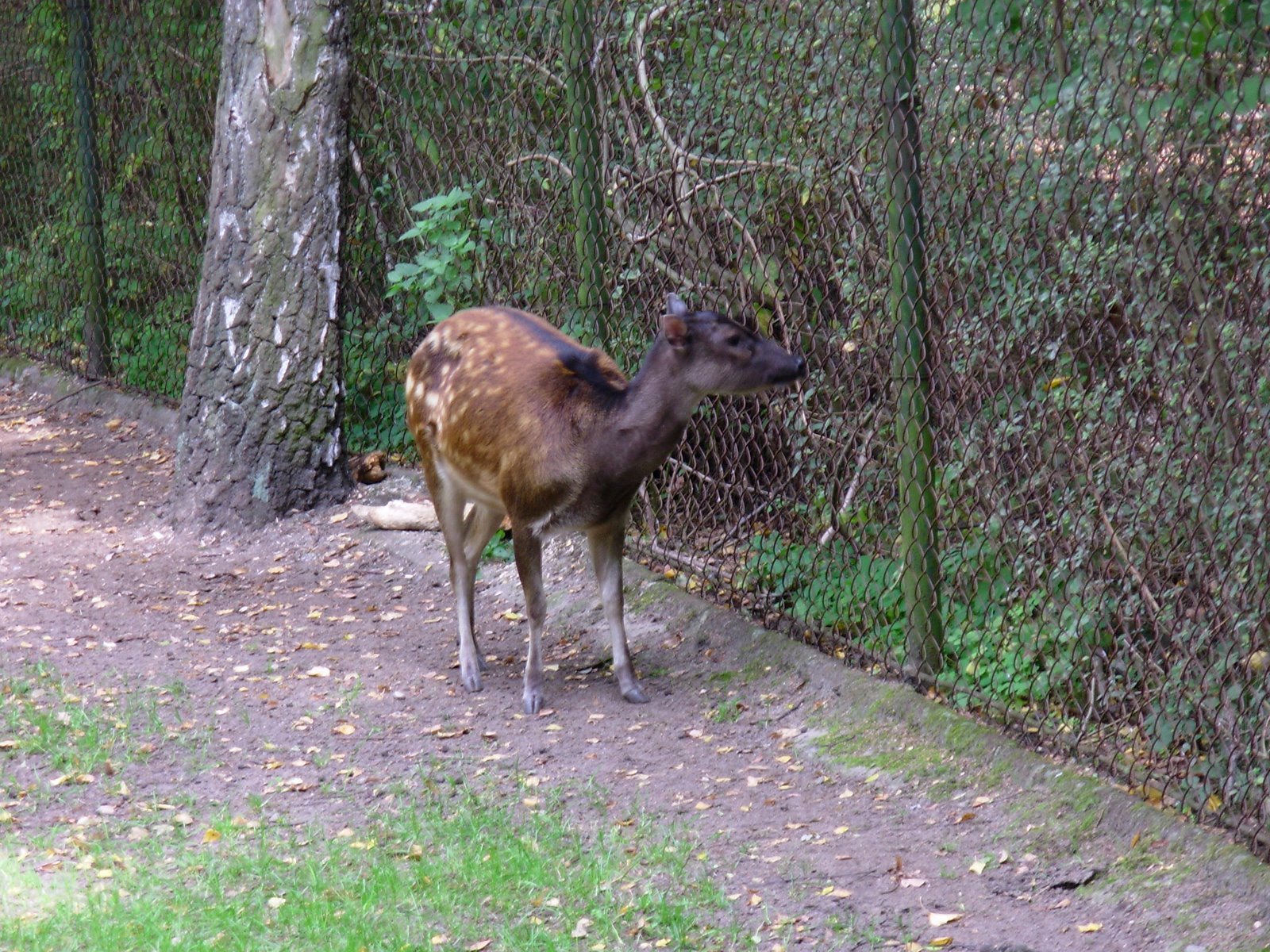
Hươu đốm
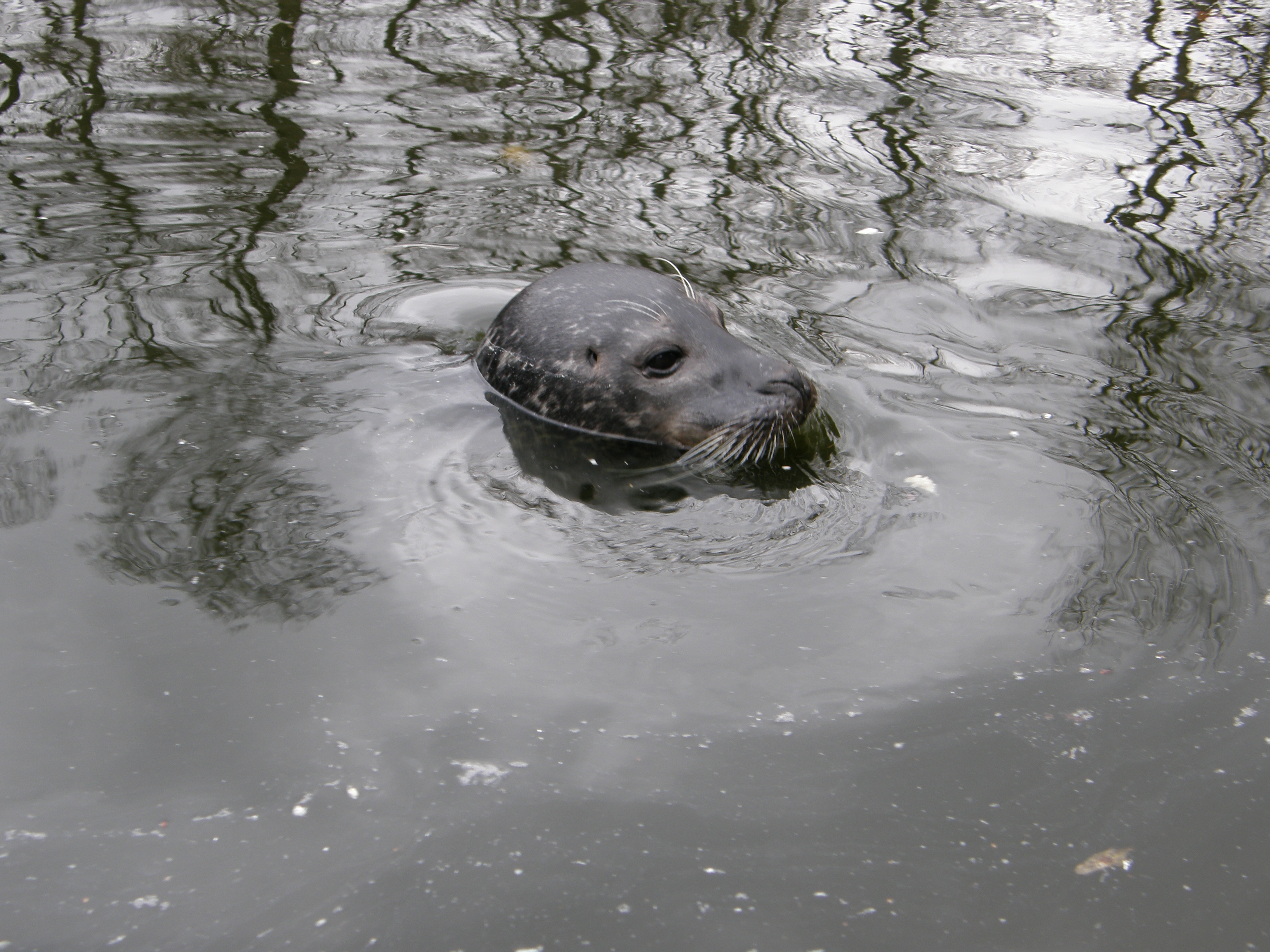
Hải cẩu cảng biển